# جسيم نسبي
الجسيم النسبيّ هو جسيم يتحرّك بسرعة نسبيّة. أي أنّه يتحرّك بسرعة قابلة للمقارنة والقياس مع سرعة الضوء، ويتحقّق ذلك بواسطة الفوتونات إلى الحدّ الذي تكون فيه التأثيرات المحدّدة في النسبيّة الخاصة قادرة على توصيف تلك الجزيئات بحدّ ذاتها. هناك العديد من الطرق المستخدمة لوصف حركة الجسيمات النسبيّة الفرديّة والمتعدّدة، وأبرز مثال على هذه الطرق هو معادلة ديراك لحركة الجسيمات الفرديّة.
تكون الجسيمات الضخمة نسبيّةً عندما تكون طاقتها الحركيّة قابلة للمقارنة أو أكبر من الطاقة {\displaystyle mc^{2}} المقابلة لكتلتها في حالة السكون. بمعنى آخر، يكون الجسيم الضخم نسبيّاً عندما يكون مجموع كتلة-طاقة (الكتلة في حالة السكون + الطاقة الحركية) ضعف الكتلة في حالة السكون على الأقل. و يعني هذا الشرط أنّ سرعة الجسيمات قريبة من إلى حدّ ما من سرعة الضوء، ويتطلب ذلك -وفقًا لمعادلة معامل لورنتز- أن يتحرّك الجسيم بسرعة أكبر أو تساوي 86.6025% من سرعة الضوء. يتمّ توليد هذه الجسيمات النسبيّة في مسرّعات الجسيمات،  و تنتج أيضاً بشكلٍ طبيعي في الإشعاع الكونيّ. يتمّ إنتاج تدفّق البلازما النسبويّة داخل مراكز المجرّات النشطة والكوازارات (النجوم الزائفة).
ينشر الجسيم النسبيّ المشحون العابر لسطح بيني مكوّن من وسطين اثنين لكلّ منهما ثابت عزل مختلف عن الآخر إشعاعاً عبوريّاً، وهو ما يتمّ استغلاله في مكشاف الشعاع العبوري للجزيئات عالية السرعة.